# Charakteristická křivka
Charakteristická křivka neboli charakteristika je grafické znázornění vztahu mezi dvěma fyzikálními veličinami, které charakterizují určitou součástku, sestavu nebo zařízení. Vztah je zadán jako křivka v rovinném souřadném systému. Charakteristická křivka slouží pro znázornění vztahu, ale také k jeho kvantitativní reprodukci, pokud není známa algebraická funkce popisující tento vztah. Charakteristickou křivku lze získat přímo z naměřených hodnot; teoreticky nepodloženou, ale přibližně správnou hodnotu funkce lze získat z naměřené hodnot interpolací a regresí.
Má-li být zohledněna další vstupní veličina (parametr), je možné vykreslit několik charakteristických křivek pro různé hodnoty parametrů
- polem charakteristických křivek se společným souřadnicovým systémem nebo
- v paralelní projekci je parametr zobrazen pomocí vlastní osy, jako nezávislá proměnná

Charakteristické křivky zdrojů napětí ukazují jejich svorkové napětí v závislosti na proudovém odběru:
vodorovná polopřímka: ideální; šikmá: skutečný lineární;
zakřivený: skutečný nelineární, zde: solární článek. Tři přímky tvoří pole charakteristických křivek s vnitřním odporem zdroje jako parametrem.

Charakteristické křivky polovodičové diody při různé teplotě. Pokles napětí jako funkce propustného proudu

Charakteristická křivka tranzistoru řízeného polem, kterou lze v horní části považovat za lineární, takže umožňuje přenos s malým zkreslením. Ve spodní části musí být amplituda střídavé složky pro malý signál výrazně menší, než je nakresleno.

## Příklady
Lineární vztahy lze znázornit jednoduše, jako v základech elektrotechniky: Vztah mezi elektrickým napětím {\displaystyle U} a intenzitou elektrického proudu {\displaystyle I} při lineárním odporu ve formě šikmých přímek procházejících počátkem soustavy souřadnic – nebo vztah mezi {\displaystyle U} a {\displaystyle I} ideálního zdroje napětí ve formě vodorovné přímky. Lineární znázornění jsou často idealizací, protože skutečné vztahy nejsou lineární. V takovém případě jsou charakteristické křivky mimořádně důležité.
Vztah mezi {\displaystyle I} a {\displaystyle U} diody má přibližně exponenciální rostoucí průběh. Pokud se jako parametr přidá teplota diody, dostaneme pole charakteristických křivek s několika voltampérovými charakteristikami pro zvolené teploty.
Hodnoty některých elektronických součástek lze měnit ovládacím prvkem mechanickým otáčením nebo posouváním. Patří k nim například proměnné rezistory dostupné jako proměnný rezistor a potenciometr. Jejich charakteristická křivka vyjadřuje hodnotu odporu {\displaystyle R} v závislosti na pozici (úhlu natočení) {\displaystyle \alpha } hřídele. Kromě lineárními charakteristická křivka s {\displaystyle \alpha \sim R} existují také pozitivní-logaritmické (počínaje od {\displaystyle \alpha =0} se odpor mění zpočátku pouze málo) a negativně logaritmické (počínaje od {\displaystyle \alpha =0} se odpor mění zpočátku velmi rychle). Pro řízení hlasitosti se používají potenciometry s pozitivně logaritmickou charakteristickou křivkou (požadovaný vztah je {\displaystyle \alpha \sim \log(R/R_{\mathrm {min} })}), který odpovídá logaritmickému průběhu citlivosti lidského sluchu.
V řídicí technice existují charakteristické křivky, které popisují statické chování systému, a také křivky pro jednotlivé součástky. Například pro regulačního ventilu existují kromě lineárních také ekviprocentní charakteristické křivky, jejichž zakřivení zakřivení je opačné než zakřivení nelineární charakteristické křivky řízeného systému. „Ekviprocentní“ znamená, že stejné změny zdvihu způsobí stejné relativní změny průtoku (jako procento aktuálního průtoku).
V digitální technice se používají kvantizační charakteristiky se schodovitým průběhem. Kromě lineární kvantizační charakteristiky s kroky stejné šířky v celém rozsahu znázorněných parametrů existují také nelineární charakteristické křivky s jemnějšími kroky pro menší signály.

## Alternativy
Místo charakteristických křivek je možné používat:
Zvětšení výřezu: U součástek s nelineární charakteristickou křivkou se často používá pouze malé odchylky od pracovního bodu, aby vztah mezi vstupní a výstupní veličinou byl přibližně lineární, a bylo možné použít model malého signálu.
Tabulka: U elektronických regulátorů a mikrořadičů jsou charakteristické křivky nebo jejich pole často uložené jako tabelované hodnoty nebo jako analytické funkce pro řízení komplexních procesů. Použití je mapové řízení z spalovacích motorů, pro které je mapa motoru diskretizována. Pro získání hodnot mezi tabelovanými hodnotami se zpravidla provádí lineární interpolace.
Funkce: Charakteristické křivky napětí-teplota termočlánků jsou v normách uváděny pomocí funkcí. Ty jsou však pro upotřebení bez pomoci počítače tak složité, že se používají dodatečné tabulky.

## Paralelní projekce

Qualitatives ---graf pro voda

Příkladem paralelní projekce je fázový digram vody, který zachycuje vztah mezi tlakem {\displaystyle p}, specifickým objemem {\displaystyle v} a teplotou {\displaystyle T}. Pro několik zvolených teplot jsou uvedeny charakteristické křivky {\displaystyle p(v)}, udávající vztah mezi {\displaystyle p} a {\displaystyle v}.
Na webu Porýnsko-Vestfálské technické univerzity v Cáchách lze nalézt podrobnější diagram (bez anomálie vody),, kde jsou znázorněny také charakteristické křivky {\displaystyle v(T)} při konstantním {\displaystyle p} zadaném jako parametr.